# Резонансна структура
Резонансна структура (англ. contributing structure) — у квантовій хімії — одне з понять теорії резонансу. Записана за певними правилами структурна формула (може мати лише одинарні, подвійні та потрійні зв‘язки зі спареними електронними спінами, може бути ковалентною або йонною, резонансні структури не можуть відрізнятися геометрією, тобто розташуванням атомів, а тільки електронів на них — електронною будовою), якій відповідає окрема хвильова функція, що вносить вклад у загальну хвильову функцію молекули. Загальна хвильова функція будується як лінійна комбінація таких окремих функцій на основі теорії валентних зв'язків.